# 基督教懷智服務處

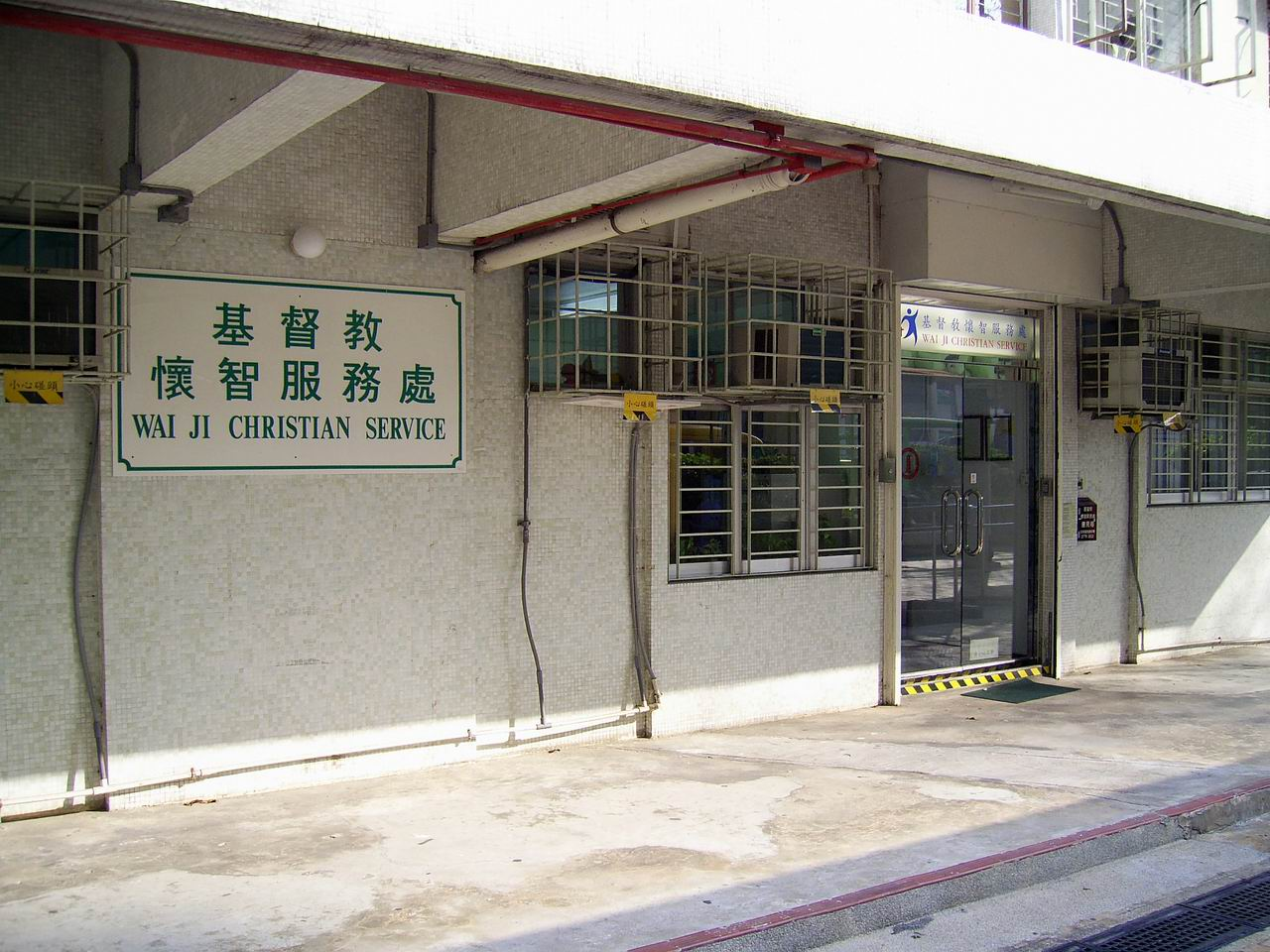
基督教懷智服務處

基督教懷智服務處（英語：WAI JI CHRISTIAN SERVICE，前稱九龍佑寧堂懷智訓練中心）於1979年成立，是香港其中一間專為弱智復康人士提供服務的非牟利機構。基督教懷智服務處轄下共有1所獨立日間中心、3所日間中心及宿舍、2間庇護工場、1間綜合職業康復服務中心、1間附設有庇護工場的綜合復康服務中心及1間輔助宿舍。每年為1,800人提供服務。基督教懷智服務處總辦事處位於九龍石硤尾大坑東邨東海樓地下九至十五號。基督教懷智服務處大部份服務經費來自社會福利署的資助及公益金每年的撥款。

## 歷史
1977年九龍佑寧堂堂友 Bernard Ng，提倡教會於教堂內開辦弱智復康服務。該提倡亦於同年10月特別會員大會中原則上通過開辦一間弱智人士日託中心，並即時成立籌備委員會。1979年九龍佑寧堂懷智訓練中心（現稱基督教懷智服務處）正式於教堂內成立，只提供半日訓練服務。其後訓練中心獲得香港政府社會福利署資助，並於同年搬遷至石硤尾南山，並成為全日制訓練活動中心。1986年於南山訓練活動中心內開設首間智康社，並為弱智人士提供社交及康樂活動。1988年家居訓練隊正式獲得社會福利署認可及資助。1989年 於元朗朗屏邨成立首間工場及宿舍，服務140位工友及50個宿位。而首間日間活動中心及宿舍則於1990年於將軍澳寶林邨成立，服務50位弱智人士。1991年元朗朗屏邨 成立第二間智康社。1992年開辦暫居服務，分別於朗屏邨及寶林邨各提供2個宿位合共4個。1993年由社會福利署接管大坑東中心及於屯門田景邨開設屯門白普理田景中心及宿舍。1994年開啟就業輔導服務，同年亦分別開設屯門安定中心及宿舍、將軍澳寶林智康社及成立深水埗地區諮詢委員會。1995年12月21日正式更名為基督教懷智服務處並註冊成為有限公司，亦為根據香港稅務條例第88條獲豁免繳稅註冊慈善機構。1995年開辦屯門智康社及屯門田景宿舍，屯門田景宿舍提供2 個暫居服務名額。1996年就業輔導服務獲社會福利署全面資助，將軍澳地區諮詢委員會和元朗地區諮詢委員會成立。元朗悅屏宿舍及賀屏工場宿舍啟用，及增設職業治療服務。1997年成立屯門地區諮詢委員會。1999年深水埗元州邨元州工場及宿舍投入服務，服務140名工友及提供50個宿位。安定宿舍提供2個暫居服務名額。2000年大坑東中心與南山中心合併，並加設臨床心理學服務。2001年開辦直銷代購服務計劃。2002年開辦創業展才能計劃。而家居訓練隊則轉型為家居訓練及支援服務隊。增設假日照顧服務。並成立懷智匡業有限公司。2003年增設社區復康支援服務及小型家舍服務。2004年元朗朗屏工場轉為綜合職業康復服務中心，更名為朗藝坊。2005年停辦小型家舍服務，而家居訓練及支援服務隊辦事處及活動中心遷往西鐵綫兆康站，更名為懷智互援網。2006年將軍澳綜合復康服務中心投入服務。2007年沙田美田綜合復康服務中心投入服務。

## 服務單位

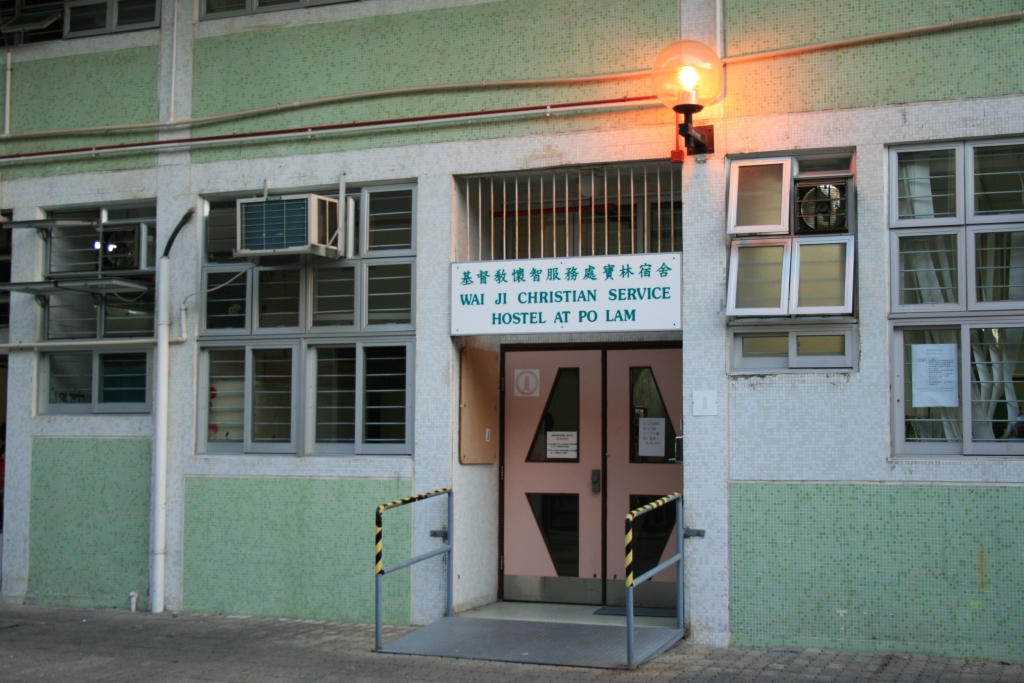
基督教懷智服務處位於將軍澳寶林邨的宿舍

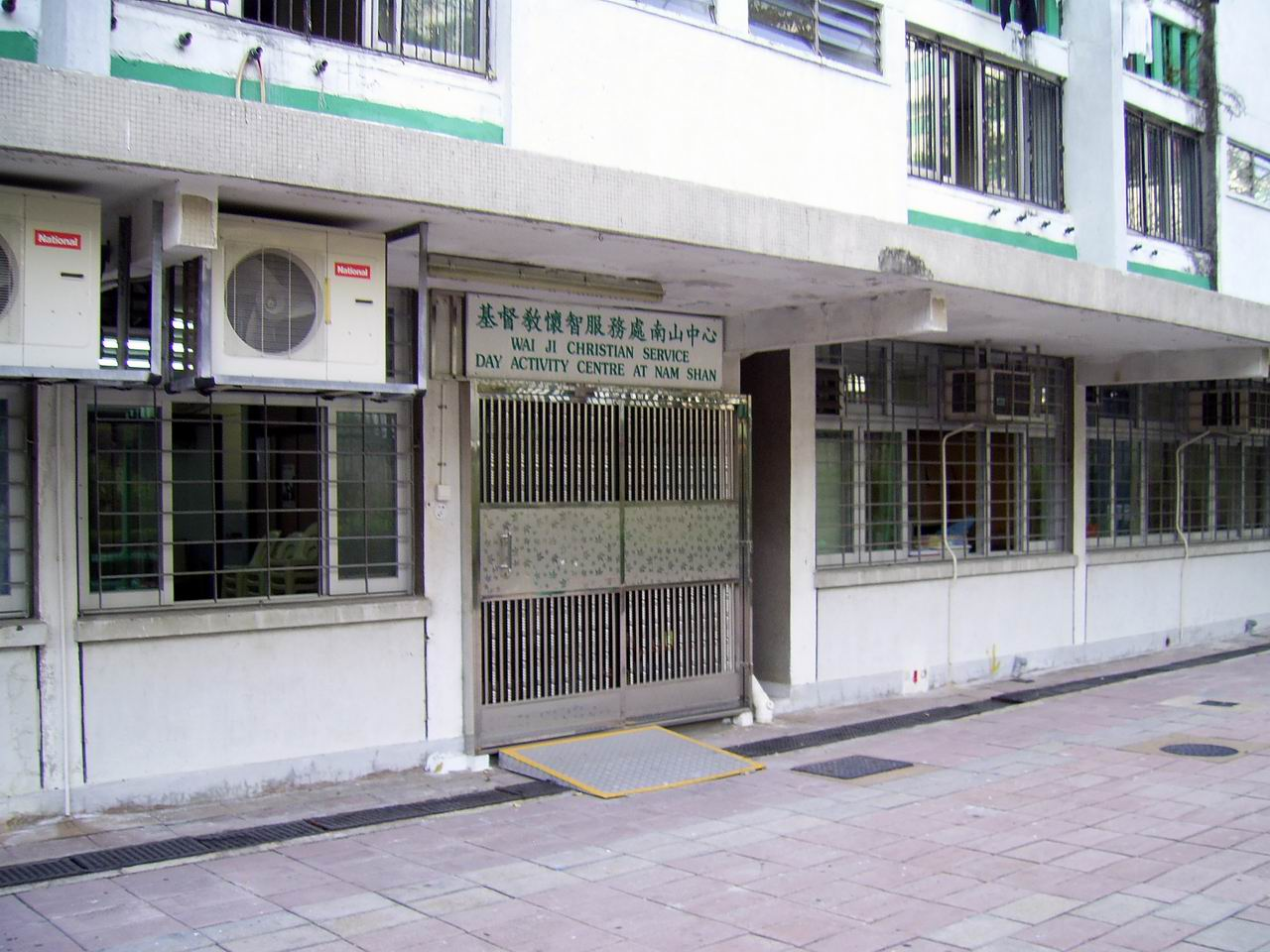
基督教懷智服務處南山中心

### 日間中心及宿舍服務
日間中心及宿舍及綜合復康服務中心，提供肌能、感知、自理、溝通、家務等訓練，舉辦康樂活動及安排服務使用者投入社區活動，協助服務使用者與社會共融。宿舍則為服務使用者提供住宿照顧、健康護理、生活起居及社交技巧訓練等服務。
- 南山中心
- 寶林中心及宿舍
- 白普理田景中心及宿舍
- 安定中心及宿舍
- 將軍澳綜合復康服務中心
- 美田綜合復康服務中心

### 就業及宿舍服務
庇護工場及綜合職業康復服務中心
庇護工場及綜合職業康復服務中心以提供工作訓練培養工作習慣及促進工作能力。庇護工場及綜合職業康復服務中心均附設宿舍，為服務使用者提供住宿照顧、起居生活及社交技巧訓練。而輔助宿舍主要為能獨立生活的弱智人士提供服務。
就業輔導服務
就業輔導服務則為能力較佳者尋找正式工作機會，並提供就業跟進及支援服務。
直銷代購服務
直銷代購服務由懷智匡業有限公司負責，透過以貨物銷售及代購服務為殘疾人士提供送貨管倉等訓練及提供就業崗位。
創業展才能計劃
創業展才能計劃由懷智匡業有限公司負責，以小型企業僱用殘疾人士，使他們可以獲一般在職人士的待遇。
- 朗藝坊及朗屏宿舍
- 賀屏工場及宿舍
- 元州工場及宿舍
- 悅屏宿舍
- 美田綜合復康服務中心
- 懷智匡業有限公司

### 社區支援服務
基督教懷智服務處社區支援服務當中包括家居訓練及支援服務、智康社服務、社區復康支援服務、暫居服務、暫託服務、假日照顧服務及成人教育服務。
家居訓練及支援服務
為弱能人士提供元化訓練、日間中心服務、個人支援計劃、庇護工場實習、職業治療服務及臨床心理學服務，及家庭活動、家庭互助網絡計劃、家庭資源中心、偶到服務及熱線電話支援。
智康社
為會員提供康樂活動及傷健平等共處的機會。
社區復康支援服務
主要為區內弱智人士及學習遲緩者提供以社區為本的支援性服務，以協助他們留在社區中生活。
暫居及暫託服務
以舒緩弱能人士家長照顧上的壓力，假日照顧服務幫助家長解決於學校或中心假期間照顧其弱智子女的困難。
成人教育
為服務使用者提供持續進修的機會。
- 懷智互援網
- 深水埗智康社
- 朗屏智康社
- 寶林智康社
- 屯門智康社
- 朗屏暫居服務
- 寶林暫居服務
- 田景暫居服務
- 安定暫居服務

### 專業支援服務
- 物理治療
- 職業治療
- 臨床心理學服務

### 護理院服務
- 於將軍澳綜合復康服務中心內設有嚴重殘疾人士護理院，為需要接受護理的嚴重弱智或嚴重肢體傷殘人士提供二十四小時護理服務。

## 外部連結
- 基督教懷智服務處 （页面存档备份，存于）
- 同行松柏路 - 弱智人士老年健康網站